# (249516) Aretha
Pour les articles homonymes, voir Aretha.
(249516) Aretha est un astéroïde de la ceinture principale.

## Description
(249516) Aretha est un astéroïde de la ceinture principale. Il fut découvert le 15 février 2010 aux États-Unis par le programme WISE. Il présente une orbite caractérisée par un demi-grand axe de 3,16 UA, une excentricité de 0,06 et une inclinaison de 10,4° par rapport à l'écliptique.
Il est nommé d'après Aretha Franklin.

## Compléments